# Ляська (Західнопоморське воєводство)
Ляська (пол. Laska) — село в Польщі, у гміні Волін Каменського повіту Західнопоморського воєводства.
Населення — 173 особи (2011).
У 1975-1998 роках село належало до Щецинського воєводства.

## Демографія
Демографічна структура станом на 31 березня 2011 року:
|          | Загалом | Допрацездатний вік | Працездатний вік | Постпрацездатний вік |
| -------- | ------- | ------------------ | ---------------- | -------------------- |
| Чоловіки | 92      | 18                 | 65               | 9                    |
| Жінки    | 81      | 12                 | 48               | 21                   |
| Разом    | 173     | 30                 | 113              | 30                   |